# Oil strike
Oil strike is een televisieprogramma uitgezonden door Discovery Channel Nederland.
In het programma gaan verschillende teams op zoek naar olie (het "zwarte goud") of gas. De druk op de deelnemers wordt erg hoog aangezien er veel kapitaal voor deze boringen nodig is en vanwege de hoge boorkosten per dag. De tijdsdruk speelt ook een grote rol aangezien velen maar geld voor vijf dagen boren hebben.

## Teams
- Al Adler
Al Adler is een professioneel pokeraar die voor meer dan een miljoen heeft gewed dat hij in Noord-Californië gas gaat vinden.
- Cactus Schroeder
Hoopt olie te vinden in het westen van Texas.
- Jim ‘Magic Man’ Mietchen
Jim Mietchen en zijn vrouw gaan puur op hun intuïtie uit bij de zoektocht naar olie, tot nu toe met succes. Jims vrouw zegt vlinders in haar buik te krijgen als ze boven een oliebron staat.
- Dave Hill 
Dave Hill laat zich bijna volledig leiden door moderne middelen zoals 3D-aardbevingsoverzichten en satellietbeelden.
- Brad Gesell
Brad Gesell probeert in de noordelijke staat Illinois naar olie te boren. Hij moet echter daarvoor wel langs gevaarlijke holtes met methaangas.
- Bo Darrah
Bo Darrah is een waaghals die op de diep bevroren zeeën van Alaska naar olie boort (iets wat erg riskant is).

## Afleveringen

### Aflevering 1
In de eerste aflevering zien we Pokeraar Al Adler, die voor meer dan een miljoen dollar heeft gewed dat hij in Noord-Californië gas gaat vinden. Cactus Schroeder hoopt dat hij olie ontdekt in het westen van Texas en Bo Darrah riskeert miljoenen dollars als hij in de diep bevroren zeeën van Alaska naar olie gaat boren.

### Aflevering 2
In de tweede aflevering zien we Jim ‘Magic Man’ Mietchen, die puur op de intuïtie van zijn vrouw vertrouwt bij het olieboren. Dave Hill zoekt olie in Ohio, waarbij hij gebruikmaakt van moderne middelen, waaronder 3D-aardbevingsoverzichten en satellietbeelden. Dat doet Cactus Schroeder ook, maar zijn crew werkt hem tegen. Alle drie hebben ze slechts een paar dagen om olie te vinden, voordat hun geld op is.

### Aflevering 3
In de derde aflevering zijn levensgevaarlijke situaties zijn aan de orde van de dag: Brad Gesell moet voorzichtig langs verraderlijke methaanbellen boren om bij de olie terecht te komen. Als hij verkeerd boort, kan zijn booreiland worden opgeblazen. Cactus Schroeder moet in Texas boven op een berg boren naar olie, een hachelijke onderneming. Het echtpaar Mietchen denkt dat zij een gigantisch olieveld hebben ontdekt onder de laagvlaktes van Kansas. Maar ook hun budget is beperkt.

### Aflevering 4
Al Adler en Dave Hill hebben miljoenen verloren bij hun vorige pogingen bronnen te vinden. Al zag twee miljoen dollar in een droge put verdwijnen. Het ging met Dave nog slechter. Het olieboren is rampzalig verlopen en zijn crew heeft een kwart miljoen dollar aan apparatuur en materialen in een zesduizend meter diep gat laten vallen. Ze hebben beiden nog geld voor één poging om gas of olie op te boren.